# Агафон (сын Тирима)
Агафон (др.-греч. Aγαθων) — военачальник Александра Македонского, командир фракийской конницы.

## Биография
Агафон предположительно был македонянином, сыном Тирима.
Между 334 и 330 годами до н. э. Агафон во время похода Александра Македонского командовал фракийской конницей. Историки по разному оценивают численность войскового соединения под командованием Агафона. Диодор Сицилийский писал, что фракийская конница, включая пеонов, насчитывала 900 всадников. Н. Хаммонд считал, что фракийская конница в войске Александра была разделена на шесть эскадронов, каждый из которых включал 150 всадников. По мнению историка, Агафон руководил лишь одним из них. Другим эскадроном командовал Аристон, оставшиеся 600 всадников сражались под началом Аминты. Г. Берве считал, что Агафон командовал 700 тяжеловооружёнными всадниками-фракийцами, преимущественно одрисами. Другой историк Э. Марсден полагал, что воинское соединение из одрисов было сформировано лишь после 331 года до н. э., когда Асклепиодор привёл их к Александру в Мемфис.
Во время битвы при Гранике 334 года до н. э. Агафон командовал фракийской конницей на левом фланге. В битве при Гавгамелах 331 года до н. э. его отряд также располагался на левом фланге вместе с воинами под командованием Ситалка и Карана. Хоть Арриан и называет всадников в отряде Агафона одрисами, по мнению историков Г. Берве и П. Бранта, речь шла о всех фракийских всадниках.
В 330 году до н. э. Агафон остался в Экбатанах, где также находился один из наиболее опытных военачальников в войске македонян Парменион. Агафон участвовал в совершённом по приказу Александра убийстве Пармениона. В 325/324 году Агафон вместе с Клеандром, Гераконом и Ситалком встретил в Кармании вернувшегося из Индии Александра. По словам Квинта Курция Руфа, «за ними следовали и обвинители их из провинции, во главе которой они стояли … В самом деле, разграбив все частное имущество, они не воздержались и от грабежа храмов, и девушки, и знатные женщины терпели от них насилие и оплакивали оскверненную свою честь. Их алчность и разврат сделали имя македонцев ненавистным для варваров». Агафон был арестован и, видимо, казнён.